# Lucas Mareque
Lucas Armando Mareque Buccolini (Morón, 12 gennaio 1983) è un ex calciatore argentino, di ruolo difensore.
Possiede il passaporto italiano.

## Palmarès

### Club

#### Competizioni nazionali
- Campionato argentino: 2

River Plate: Clausura 2003, Clausura 2004
- Campionato portoghese: 1

Porto: 2006-2007